# Джеральд Тінкер
Джеральд Александер Тінкер (англ. Gerald Alexander Tinker; нар. 19 січня 1951) — американський легкоатлет, який спеціалізувався в бігу на короткі дистанції.

## Із життєпису
Олімпійський чемпіон в естафеті 4×100 метрів (1972).
Ексрекордсмен світу в естафеті 4×100 метрів.
По завершенні легкоатлетичної кар'єри грав в американський футбол у Національній футбольній лізі.

## Основні міжнародні виступи
| Рік  | Змагання         | Місто  | Місце | Дисципліна | Примітки         |
| ---- | ---------------- | ------ | ----- | ---------- | ---------------- |
| 1972 | Олімпійські ігри | Мюнхен | 1     | 4×100 м    | Відео на YouTube |